# Gösta Bringmark
Carl Gösta Bringmark, född 6 februari 1905 i Malmö, död där 2 juli 1984, var en svensk redaktör.
Efter studentexamen 1923 studerade Bringmark vid Lunds universitet, Weltwirtschaftsinstitut i Kiel och London School of Economics. Han innehade olika lärartjänster 1929–39, var journalist på Arbetet från 1945 samt utrikeskommentator där och i fackförbundspressen. Han var även medarbetare i Sveriges Radio (och TV).